# Fresnoy-le-Grand
Fresnoy-le-Grand is een gemeente in het Franse departement Aisne (regio Hauts-de-France). De plaats maakt deel uit van het arrondissement Saint-Quentin. In de gemeente ligt spoorwegstation Fresnoy-le-Grand. Fresnoy-le-Grand telde op 1 januari 2022 2.915 inwoners.
Sinds 1925 ligt de hoofdvestiging van de braadpannenfabrikant Le Creuset in de gemeente.

## Geografie
De oppervlakte van Fresnoy-le-Grand bedroeg op 1 januari 2022 15,07 vierkante kilometer; de bevolkingsdichtheid was toen 193,4 inwoners per km².
De onderstaande kaart toont de ligging van Fresnoy-le-Grand met de belangrijkste infrastructuur en aangrenzende gemeenten.

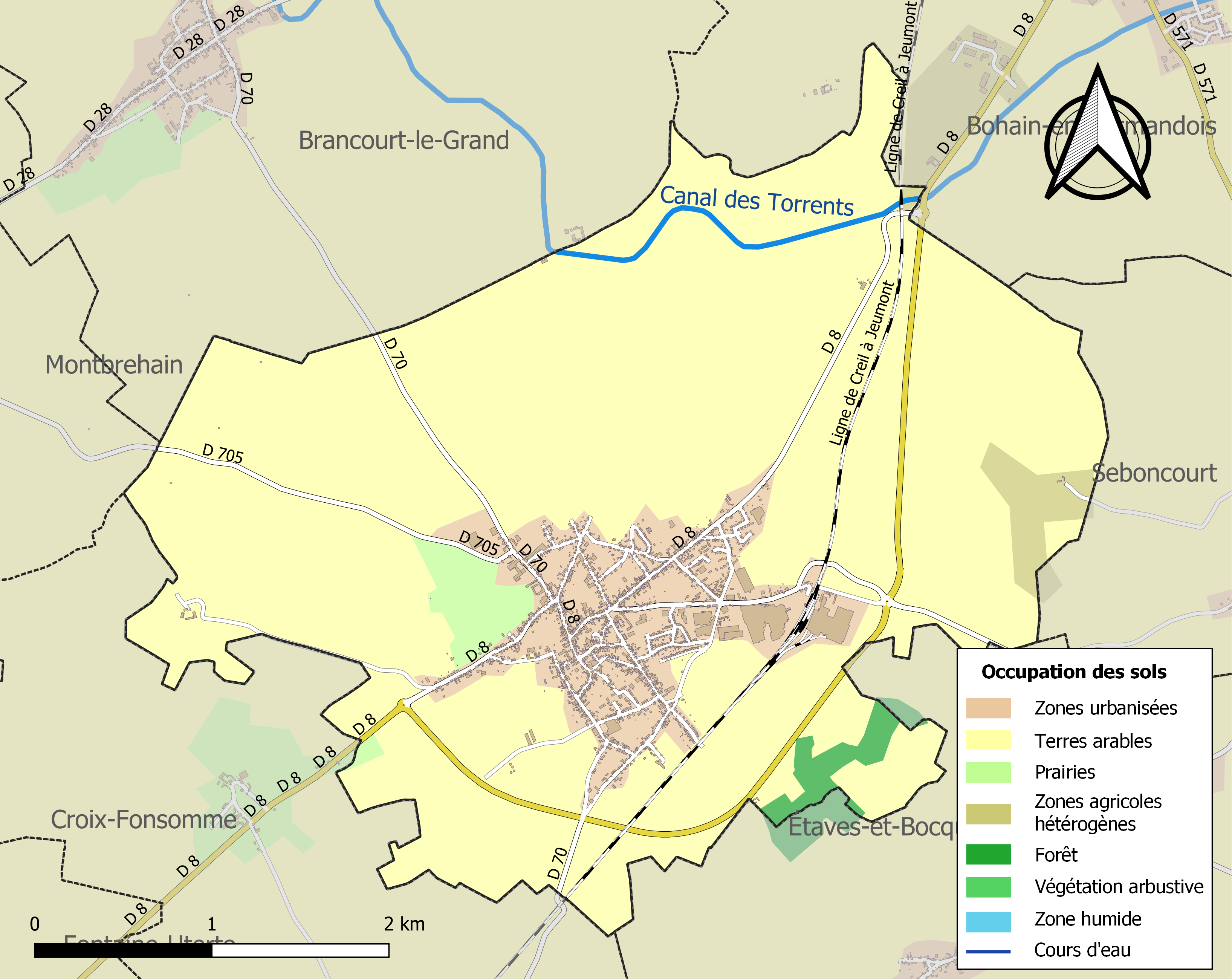

## Demografie
Onderstaande figuur toont het verloop van het inwonertal (bron: INSEE-tellingen).
Vanwege een beveiligingsprobleem met de MediaWiki Graph-software is het momenteel niet mogelijk deze grafiek weer te geven. Zodra de software is bijgewerkt zal de grafiek vanzelf weer zichtbaar worden.